# لیما (ویلج)، نیویورک

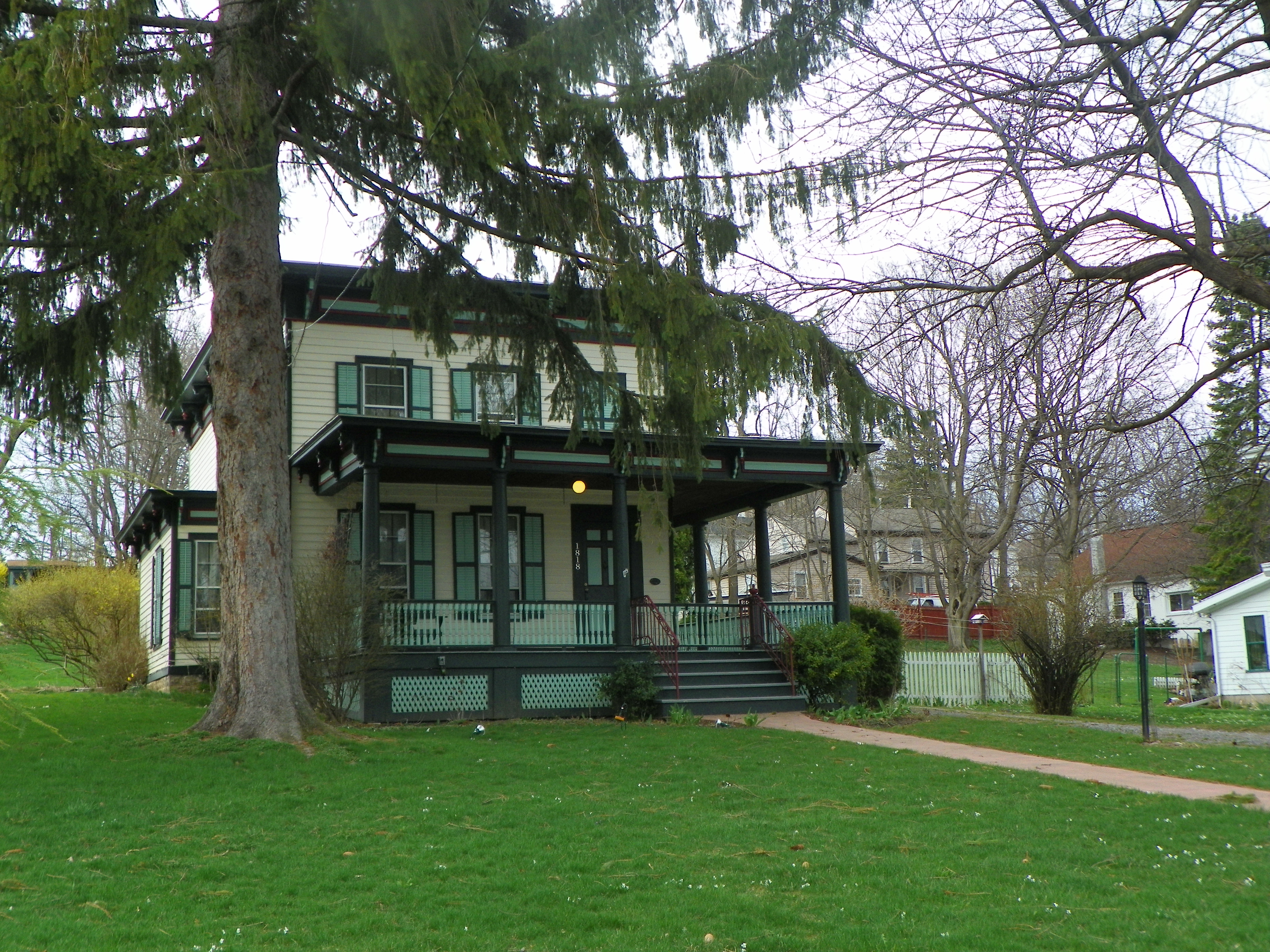
روستای لیما (ویلج)، نیویورک

لیما (به انگلیسی: Lima) یک روستا در ایالات متحده آمریکا است که در شهرستان لیوینگستون، نیویورک واقع شده‌است. لیما ۳٫۶ کیلومتر مربع مساحت و ۲٬۱۳۹ نفر جمعیت دارد و ۲۵۲ متر بالاتر از سطح دریا واقع شده‌است.